# Alexei Wladimirowitsch Nikantschikow
Alexei Wladimirowitsch Nikantschikow (russisch Алексей Владимирович Никанчиков; * 30. Juli 1940 in Chabarowsk, Russische SFSR; † 28. Januar 1972 in Minsk, Weißrussische SSR) war ein sowjetischer Degenfechter.

## Erfolge
Alexei Nikantschikow gewann bei Weltmeisterschaften zahlreiche Medaillen und Titel. Dreimal wurde er im Einzel Weltmeister: 1966 in Moskau, 1967 in Montreal und 1970 in Ankara. 1969 gewann er in Havanna zudem im Einzel Silber. Mit der sowjetischen Mannschaft sicherte er sich 1967 und 1969 den Titel. Darüber hinaus wurde er 1966 und 1971 Vizeweltmeister. Er nahm an zwei Olympischen Spielen teil: 1964 erreichte er in Tokio im Mannschaftswettbewerb den siebten Platz. Bei den Olympischen Spielen 1968 in Mexiko-Stadt platzierte er sich auf Rang neun im Einzel. In der Mannschaftskonkurrenz erreichte er gemeinsam mit Hryhorij Kriss, Wiktor Modsolewski, Juri Smoljakow und Jossyp Witebskyj das Finale, das Ungarn mit 7:4 für sich entschied.
Nikantschikow war mit der Fechterin Diana Nikantschikowa verheiratet. Im Januar 1972 starb er aufgrund eines Unfalls durch eine Kohlenstoffmonoxidvergiftung in seiner Garage. Er wurde auf dem Minsker Friedhof Tschyschouskija beigesetzt.

## Auszeichnungen
- Orden des Roten Banners der Arbeit[2]